# Khủng hoảng chính trị Malaysia 2020
 Cuộc khủng hoảng chính trị Malaysia năm 2020 là một cuộc khủng hoảng chính trị đang diễn ra ở Malaysia đã dẫn đến việc Mahathir Mohamad từ chức thủ tướng thứ bảy và bổ nhiệm Muhyiddin Yassin làm thủ tướng thứ tám.
Sự kiện này chứng kiến sự lật đổ của chính phủ liên minh đương nhiệm Pakatan Harapan sau khi cầm quyền 22 tháng sau chiến thắng của họ tại cuộc tổng tuyển cử Malaysia 2018. Nó cũng chứng kiến sự kết thúc của nhiệm kỳ thứ hai của Mahathir với tư cách thủ tướng Malaysia.

## Bối cảnh và những người chủ chốt
Pakatan Harapan ("Liên minh Hy vọng"), một liên minh gồm bốn đảng chính trị; Parti Keadilan Rakyat (PKR), Bersatu, Amanah và Đảng Hành động Dân chủ (DAP), đã giành chiến thắng trong cuộc tổng tuyển cử Malaysia 2018 chống lại đảng Barisan Nasional đương nhiệm, đảng đã nắm quyền lực chính quyền liên bang trong 60 năm. Mahathir Mohamad, chủ tịch của Bersatu và chủ tịch của Pakatan Harapan, được bầu làm Thủ tướng thứ bảy của Malaysia, khiến ông trở thành Thủ tướng lâu đời nhất trên thế giới. Trước đây ông đã từng là Thủ tướng thứ tư từ năm 1981 đến năm 2003 dưới lá cờ của UMNO, một đảng thuộc Barisan Nasional. Ông ra khỏi đảng năm 2016 và thành lập Bersatu để phản đối chế độ của Thủ tướng thứ sáu, Najib Razak, người mà ông đã nhiều lần kêu gọi từ chức sau vụ bê bối 1MDB.
Mahathir đã hòa giải với đối thủ chính trị cũ của ông, Anwar Ibrahim, người lãnh đạo PKR, để giành chiến thắng trong cuộc bầu cử. Anwar trước đây là Phó Thủ tướng của Mahathir từ năm 1993 đến năm 1998 trước khi ông bị cách chức và bị giam cầm từ năm 1998 đến năm 2004 với tội danh tham nhũng. Ông đã bị bắt giam thêm vào năm 2014 với tội danh kê gian trước khi nhận được sự ân xá của hoàng gia vào năm 2018 từ Yang di-Pertuan Agong thứ 15, Muhammad V của Kelantan. Mahathir đã hứa sẽ trao lại vị trí Thủ tướng cho Anwar trong hai năm nữa.
Azmin Ali là phó chủ tịch của PKR và trước đây từng là thư ký riêng của Anwar từ năm 1993 đến năm 1998. Ông được Mahathir giới thiệu với Anwar và được coi là con trai nuôi của ông Anwar. Ông rời đảng UMNO của Mahathir để ủng hộ PKR của Anwar (lúc đó được gọi là Parti Keadilan Nasional) sau khi Anwar bị giam cầm lần đầu tiên. Ông được chỉ định bởi Quốc vương Selangor, Sharafuddin của Selangor thay vì vợ của Anwar, Wan Azizah Ismail làm Menteri Besar của Selangor trong một cuộc điều động chính trị gây tranh cãi được gọi là Kajang Move. Ông đã hòa giải với Mahathir sau cuộc tổng tuyển cử năm 2018, từ bỏ vị trí là Menteri Besar để gia nhập nội các của Mahathir với tư cách là Bộ trưởng Bộ Kinh tế.
Muhyiddin Yassin là chủ tịch và là thành viên sáng lập của Bersatu. Ông là phó chủ tịch của UMNO và trước đây từng giữ chức Phó Thủ tướng từ năm 2009 đến năm 2015 dưới thời Thủ tướng thứ sáu, Najib Razak. Ông đã bị cách chức sau khi ông chỉ trích Najib liên quan đến vụ bê bối 1MDB và cuối cùng bị trục xuất khỏi đảng năm 2016.

## Diễn biến

### 21 tháng 2
Một cuộc họp đêm muộn được hội đồng tổng thống của đảng chính trị liên minh đương nhiệm Pakatan Harapan tổ chức để thảo luận về vấn đề bàn giao quyền lực từ Mahathir Mohamad cho Anwar Ibrahim, người được xem là "Thủ tướng kế vị" như đã hứa trong cuộc bầu cử năm 2018. Được biết, Anwar đã chấp nhận Mahathir tự chọn ngày để từ chức thủ tướng sau APEC Malaysia 2020 vào tháng 11.

### 23 tháng 2
Vào sáng ngày 23 tháng 2 năm 2020, một số đảng chính trị đã tổ chức các cuộc họp bất thường; Bersatu tại trụ sở của mình tại Menara Yayasan Selangor ở Petaling Jaya, PAS và UMNO ở Janda Baik, Pahang, và Gabungan Parti Sarawak (GPS) ở Kuala Lumpur. Azmin Ali, phó chủ tịch PKR và Bộ trưởng Bộ Kinh tế, cũng đã tổ chức một cuộc họp với một số nhà lập pháp trong đảng và hai mươi người khác tại khách sạn Sheraton ở Petaling Jaya, giữa những tin đồn rằng việc thành lập một liên minh cầm quyền mới đang được thực hiện. Sự kiện này đã được tường thuật rộng rãi trên các phương tiện truyền thông xã hội như Langkah Sheraton hoặc Sheraton Move.
Azmin và phe của anh ta trong PKR đã đến Istana Negara vào buổi tối để nói chuyện với Yang di-Pertuan Agong. Lãnh đạo từ năm đảng chính trị khác; Muhyiddin Yassin của Bersatu, đồng thời là Bộ trưởng Bộ Nội vụ, Ahmad Zahid Hamidi của UMNO, Abang Johari Openg của GPS, Shafie Apdal của Warisan và Hadi Awang của PAS cũng tham dự. Người ta suy đoán rằng các nhà lãnh đạo đã đến đó để thông báo cho Agong về sự phát triển chính trị gần đây; thành lập một chính phủ liên minh mới và tuyên bố ủng hộ một thủ tướng mới, coi như ngăn chặn chủ tịch của PKR Anwar Ibrahim được chức vụ này. Sau cuộc họp, một số lãnh đạo đảng đối lập, bao gồm Ismail Sabri Yaakob của UMNO và Hadi Awang của PAS tham dự cùng những người ủng hộ Azmin tại Khách sạn Sheraton.
Trong một chương trình phát trực tiếp trên Facebook về buổi cầu nguyện đêm tại dinh thự của Anwar, Anwar nói rằng ông ta đã được thông báo rằng "một sự phản bội" đã được thực hiện liên quan đến "những người bạn cũ từ Bersatu và một nhóm nhỏ từ PKR". Sau đó, Azmin, trong một tuyên bố, cho rằng hành động của mình là để bảo vệ Mahathir, người buộc phải chọn ngày chuyển giao quyền lực trong cuộc họp của Pakatan Harapan vào ngày 21 tháng 2, và tuyên bố được trình bày cho Agong là để củng cố việc hỗ trợ Mahathir, không bầu một thủ tướng mới. Ông nói thêm rằng kẻ phản bội thực sự là phe đã cố gắng tước quyền Mahathir.

### 24 tháng 2
Vào sáng ngày 24 tháng 2, Anwar Ibrahim; Phó thủ tướng, Wan Aziza"Pemimpin PH jumpa Dr Mahathir". Berita Harian. ngày 24 tháng 2 năm 2020. Truy cập ngày 26 tháng 2 năm 2020.</ref> h Ismail, cũng là vợ của Anwar; chủ tịch của Amanah, Mat Sabu; và tổng thư ký của DAP, Lim Guan Eng, gặp Mahathir tại nơi cư trú để tìm hiểu rõ về vụ việc. [1] Anwar sau đó tuyên bố rằng ông hài lòng với kết quả của cuộc họp, vì Mahathir đã nói rõ rằng ông không liên quan gì đến hiệp ước để thành lập một chính phủ liên minh mới.
PKR đã tổ chức một cuộc họp báo vào lúc 2 giờ chiều, nơi tổng thư ký đảng, Saifuddin Nasestion Ismail, tuyên bố rằng Azmin và Bộ trưởng Bộ cư trú và Chính quyền địa phương, ông Zuraida Kamaruddin, cũng là phó chủ tịch của PKR, đã bị đảng này trục xuất. Saifuddin giải thích rằng họ đã bị cho ra khỏi đảng do hành động của họ vào ngày Chủ nhật, điều đó trái với quan điểm của đảng liên quan đến vị trí thủ tướng. Azmin sau đó tuyên bố rằng ông sẽ thành lập một khối độc lập tại quốc hội cùng với Zuraida và chín nghị sĩ khác đã quyết định rời khỏi đảng sau khi ông bị trục xuất.
Chiều ngày 24 tháng 2, văn phòng thủ tướng xác nhận rằng Mahathir đã gửi thư từ chức tới Agong. Nửa giờ sau, ông cũng tuyên bố từ chức khỏi vị trí chủ tịch Bersatu. Agong chấp nhận sự từ chức của Mahathir và bổ nhiệm ông làm thủ tướng lâm thời cho đến khi một thủ tướng mới được chọn. Nội các Malaysia đã bị giải thể, theo Điều 43 (5) của Hiến pháp Malaysia. Pakatan Harapan mất đa số trong quốc hội, sau khi Bersatu lúc 2 giờ chiều rút khỏi liên minh với phe PKR do Azmin Ali lãnh đạo gồm mười một nghị sĩ.
Một đại diện của cung điện sau đó tuyên bố rằng Agong sẽ phỏng vấn tất cả 221 nghị sĩ, ngoại trừ Mahathir, để cân nhắc sự ủng hộ của họ đối với các ứng cử viên thủ tướng. Các phiên phỏng vấn được tổ chức vào ngày 25 và 26 tháng 2, với 90 MP ngày đầu và 131 MP khác ngày sau.
Vào lúc 9 giờ tối, các thành viên của Bersatu đã từ chối sự từ chức của Mahathir với tư cách là chủ tịch của đảng và cam kết ủng hộ họ để ông vẫn làm thủ tướng. Tổng thư ký của đảng Marzuki Yahya nói rằng các thành viên của hội đồng tối cao của Bersatu nhất trí ủng hộ Mahathir.

### 25 tháng 2
Vào ngày 25 tháng 2, sau vòng phỏng vấn đầu tiên với Agong, UMNO và PAS đã rút lại sự ủng hộ của họ để Mahathir tiếp tục làm thủ tướng. Annuar Musa, tổng thư ký của UMNO, cho biết cơ sở đàm phán với Mahathir là UMNO và PAS sẽ hỗ trợ họ để thành lập một liên minh thay thế mà không cần DAP. Thay vào đó, cả PAS và UMNO đều tuyên bố hỗ trợ cho một cuộc bầu cử sớm. Có tường thuật rằng Mahathir đang thành lập một "chính phủ thống nhất" với các điều khoản mà hai bên không thể đồng ý.
Các đảng Pakatan Harapan DAP, PKR và Amanah đã mời Mahathir đến một cuộc họp để khôi phục chính phủ Harapan trước đó vào đêm 25 tháng 2 nhưng Mahathir không tham dự cuộc họp chung.

### 26 tháng 2
Thủ tướng lâm thời Mahathir phát biểu trước toàn quốc lúc 4h45 chiều về tình hình chính trị. Ông bắt đầu bài phát biểu của mình bằng cách xin lỗi người Malaysia vì sự bế tắc hiện tại trước khi xác nhận rằng ông muốn thành lập một chính phủ đoàn kết, nói rằng chính quyền mới sẽ tập trung vào lợi ích quốc gia thay vì các đảng chính trị. Mahathir phủ nhận cáo buộc bị ám ảnh bởi quyền lực, và nhắc lại việc từ chối làm việc với UMNO. Mahathir không đề cập đến Anwar Ibrahim hoặc thỏa thuận chuyển quyền lãnh đạo cho Anwar như đã thỏa thuận với cuộc họp ngày 21 tháng 2. Thay vào đó, Mahathir cho biết quyết định này thuộc về Dewan Rakyat.
Pakatan Harapan tuyên bố rằng họ đã đề cử chủ tịch PKR Anwar Ibrahim làm thủ tướng sau cuộc họp tối hôm trước, mặc dù tuyên bố công khai ủng hộ Mahathir trước đó, sau bài phát biểu trên truyền hình của Mahathir. Các nhà lập pháp DAP cho biết Pakatan Harapan đã quyết định chống lại một chính phủ Mahathir không thuộc đảng phái, vì nó sẽ không chịu ơn bất kỳ đảng hay liên minh nào, điều này sẽ giúp Mahathir tự do làm điều gì ông muốn.

### 27 tháng 2
Sáng ngày 27 tháng 2, Mahathir một lần nữa đến cung điện hội kiến với Agong. Nội dung của cuộc họp không được biết mặc dù nó được cho là để thảo luận về sự hình thành của nội các mới. Vào buổi chiều, tổng thư ký của Bersatu, Marzuki Yahya, xác nhận rằng Mahathir đã rút đơn từ chức chủ tịch của Bersatu. Trong một cuộc họp báo vào tối 27/2, Mahathir tiết lộ rằng Agong "không thể tìm thấy bất cứ ai có được đa số rõ rệt " để được bầu làm Thủ tướng và một phiên họp quốc hội đặc biệt sẽ được tổ chức vào ngày 2 tháng 3 để giải quyết tình trạng khó khăn này. Nếu vẫn thất bại, ông nói bóng gió rằng sẽ có một cuộc bầu cử sớm.

### 28 tháng 2
Một cuộc họp đặc biệt của Hội nghị các nhà cai trị được tổ chức vào sáng ngày 28 tháng 2 tại Istana Negara để thảo luận về bầu không khí chính trị hiện tại ở nước này, với tất cả các nhà lãnh đạo các bang tức là các tiểu vương. Họ cũng được Tướng Affendi Buang, Tư lệnh Lực lượng Quốc phòng và Abdul Hamid Bador, Tổng Thanh tra Cảnh sát, cùng tham dự.
Phát ngôn viên của Dewan Rakyat, Mohamad Ariff Md Yusof, phủ nhận với thông báo trước đó của Mahathir liên quan đến một cuộc họp mặt đặc biệt của quốc hội. Ariff nói rằng ông đã nhận được một lá thư từ Mahathir nói chính phủ đồng ý thông báo một buổi họp vào ngày 2 tháng 3 nhưng nó không tuân thủ các Sắc lệnh thường trực của quốc hội. Vào buổi tối, cung điện đưa ra một tuyên bố rằng Yang di-Pertuan Agong sẽ triệu tập các nhà lãnh đạo của các đảng chính trị có thành viên trong quốc hội để hội kiến, cho phép họ đề cử các ứng cử viên của họ cho vị trí thủ tướng để phá vỡ bế tắc. Nó cũng xác nhận rằng Agong đã không tìm thấy một ứng cử viên có được đa số nghị sĩ ủng hộ để thành lập một chính phủ mới.
Muhyiddin Yassin's aide also confirmed that Azmin Ali and 10 other former PKR MPs have officially joined Bersatu. However, Bersatu Supreme Council member Kadir Jasin claimed he was never invited for a discussion or informed about Muhyiddin's nomination. 
Bersatu sau đó đã đưa ra một tuyên bố, loan báo sự ủng hộ chủ tịch đảng, Muhyiddin Yassin làm Thủ tướng thứ 8, được hỗ trợ bởi 26 nghị sĩ Bersatu và 10 người khác do Azmin lãnh đạo. Hơn 60 nghị sĩ từ UMNO, PAS, Hiệp hội Trung Quốc Malaysia (MCA) và Quốc hội Ấn Độ Malaysia (MIC) cũng tuyên bố hỗ trợ cho Muhyiddin. Phụ tá Muhyiddin Yassin cũng xác nhận rằng Azmin Ali và 10 cựu nghị sĩ PKR khác đã chính thức gia nhập Bersatu. Tuy nhiên, thành viên Hội đồng tối cao Bersatu Kadir Jasin tuyên bố ông không bao giờ được mời tham gia một cuộc thảo luận hoặc thông báo về đề cử của Muhyiddin.
Tổng chưởng lý Tommy Thomas đã đệ trình đơn từ chức của mình lên Thủ tướng lâm thời Mahathir nhưng không có lý do nào được đưa ra. Nó xảy ra sau khi anh ta bị chỉ trích nặng nề vì quyết định không theo đuổi vụ kiện chống lại mười hai cá nhân, trong đó có hai nhà lập pháp tiểu bang bị cáo buộc có liên quan đến tổ chức Hổ Giải phóng của bang Tamil Eelam (LTTE), được liệt kê là một tổ chức khủng bố ở Malaysia.

### 29 tháng 2
Trưởng đoàn Thanh niên Bersatu Syed Saddiq tuyên bố rằng ông sẽ không bao giờ làm việc với những người liên quan đến tham nhũng để thành lập chính phủ, ý nói đến UMNO. Cánh giới trẻ của Bersatu, Armada cũng đăng một tuyên bố rằng họ sẽ tiếp tục ủng hộ quyết định của Hội đồng tối cao đảng trong cuộc họp vào ngày 24 tháng 2 để ủng hộ Mahathir làm thủ tướng, đề nghị gây chia rẽ Bersatu về việc ứng cử của Mahathir và Muhyiddin.
Sáng 29/2, hội đồng chủ tịch Pakatan Harapan tổ chức một cuộc họp để thảo luận về tình hình chính trị hiện tại. Sau đó, họ tuyên bố hỗ trợ hoàn toàn cho Mahathir với tư cách là Thủ tướng thứ 8, do đó đảo ngược việc đề cử của liên minh cho chủ tịch PKR Anwar Ibrahim làm Thủ tướng. Sau thông báo đó, Mahathir bày tỏ sự tin tưởng rằng ông có sự hỗ trợ đa số để thành lập chính phủ và có thể được bổ nhiệm làm thủ tướng lần thứ ba sau khi nhận được sự đồng ý từ Yang di-Pertuan Agong. Vào buổi chiều, Anwar, với tư cách là đại diện của Pakatan Harapan đã đến Istana Negara để thông báo cho Agong về những thay đổi đề cử.
Trong khi đó, Muhyiddin Yassin của Bersatu và các đồng minh bao gồm các nhà lãnh đạo đảng từ UMNO, PAS, Gabungan Parti Sarawak (GPS), Parti Bersatu Rakyat Sabah (PBRS) và Đảng Đoàn kết Quê hương (STAR) đã hội kiến với Agong. Ông cũng tuyên bố rằng liên minh của mình bao gồm Bersatu, UMNO, PAS, PBRS, GPS và STAR sẽ được gọi là Perikatan Nasional. Liên minh mới tuyên bố rằng họ có đa số ủng hộ để bầu Thủ tướng và thành lập chính phủ và là khối chính trị lớn nhất trong cả nước.
Tại Sarawak, Chong Chieng Jen, phó chủ tịch của DAP cũng như chủ tịch của DAP Sarawak, nói rằng họ sẵn sàng nhượng bộ và hợp tác với chính quyền bang GPS. Mục đích chính của việc này là để bảo vệ chính phủ liên bang PH. Thủ hiến Sarawak, Abang Abdul Rahman Johari Abang Openg coi thường cử chỉ hòa bình của Chong cho liên minh bang. Ông nhắc lại những nhận xét trong quá khứ của tổng thư ký DAP Lim Guan Eng, lên án rằng nhà nước sẽ phá sản trong ba năm tới. PKR thông báo rằng GPS MP Richard Riot Jaem đã bỏ đảng để nhập vào đảng mình. Tuy nhiên, ông đã bác bỏ luận điệu này, nói rằng ông vẫn là thành viên của đảng thuộc GPS, Đảng Nhân dân Sarawak United (SUPP), và chỉ đơn thuần lên tiếng ủng hộ Mahathir.
Vào buổi tối, cung điện hoàng gia đưa ra một tuyên bố rằng Muhyiddin, theo phán quyết của Yang di-Pertuan Agong, có khả năng đạt được niềm tin của đa số nghị sĩ và sẽ được bổ nhiệm làm Thủ tướng thứ 8 của Malaysia. Lễ tuyên thệ sẽ được tổ chức vào sáng ngày 1 tháng 3 tại Istana Negara.
Đêm khuya, Mahathir, như một nỗ lực cuối cùng để thách thức sự bổ nhiệm của Muhyiddin, đã công bố một danh sách 115 Thành viên Nghị viện mà ông tuyên bố đang ủng hộ ông và kèm theo danh sách này với một lá thư được gửi tới Agong sau cuộc họp Pakatan Harapan. Các nghị sĩ đáng chú ý có tên trong danh sách là Mahathir, con trai của ông là Mukhriz Mahathir và 4 nghị sĩ Bersatu khác, các thành viên của Warisan, Jeffrey Kitingan của STAR, Maximus Ongkili của Gabungan Bersatu Sabah (GBS), Baru Bian và Jonathan Yasin trước đây. Tuy nhiên, danh sách này còn gây tranh cãi vì một số nghị sĩ đã từ chối ủng hộ Mahathir và một số người mơ hồ về quan điểm của họ. Hơn nữa, Shamrahayu Abd Aziz, một học giả và chuyên gia về hiến pháp cũng tuyên bố rằng bất kỳ tuyên bố theo luật định nào được ký sau thông báo của Agong sẽ không tạo ra sự khác biệt, và cách hợp pháp để thách thức cuộc hẹn của Muhyiddin là thông qua bỏ phiếu không tin tưởng tại Dewan Rakyat.

### 1 tháng 3
Vài phút trước lễ tuyên thệ của Muhyiddin, Mahathir nói trong một cuộc họp báo rằng Istana Negara đã từ chối cho ông hội kiến để chứng minh rằng Pakatan Harapan có được sự ủng hộ của đa số Dewan Rakyat. Ông bày tỏ sự thất vọng vì Muhyiddin phản bội ông bằng âm mưu lập một chính phủ mà không có Pakatan Harapan trong một thời gian dài. Mahathir cũng tiết lộ rằng sự hỗn độn về vị trí chủ tịch của ông tại Bersatu đã cho phép Muhyiddin bổ nhiệm mình làm chủ tịch, mà ông tuyên bố là một động thái bất hợp pháp.
Muhyiddin Yassin tuyên thệ nhậm chức thủ tướng thứ tám trước Agong tại Istana Negara vào sáng ngày 1 tháng 3 năm 2020.
Phó chủ tịch đảng PKR Tian Chua, người có liên quan đến cựu phó chủ tịch đảng Azmin Ali, đã bị những người ủng hộ PKR quấy rối và tấn công trong khi rời trụ sở đảng vào buổi chiều, trong khi cựu phó đoàn Thanh niên của PKR Afif Bahardin bị những người ủng hộ PKR chất vấn. Cả hai đều bị buộc tội là những "kẻ phản bội". Cảnh sát sau đó tiết lộ rằng một vụ bắt giữ đã được thực hiện liên hệ đến vụ việc liên quan đến Chua, với ít nhất hai báo cáo đã được nộp.

### 2 tháng 3
Sáng ngày 2 tháng 3, Muhyiddin đến tòa nhà Perdana Putra, văn phòng của thủ tướng để bắt đầu nhiệm vụ chính thức của mình với tư cách là Thủ tướng thứ tám. Muhyiddin tổ chức các cuộc họp với Tổng thư ký Mohd Zuki Ali, Tướng Affendi Buang, Tham mưu trưởng Lực lượng Quốc phòng và Abdul Hamid Bador, Tổng Thanh tra Cảnh sát.
Vào ban đêm, Muhyiddin đã nói chuyện với quốc gia thông qua một tin nhắn được truyền hình trực tiếp, lần đầu tiên khi ông là thủ tướng. Trong thông điệp của mình, ông nói với quốc gia rằng ông không có ý định trở thành thủ tướng trước đó nhưng do những bất ổn chính trị trong nước, ông đã bước lên để tránh kéo dài cuộc khủng hoảng hơn nữa. Ông cũng trấn an rằng ông sẽ chỉ chọn những cá nhân sạch sẽ, có đạo đức và có tầm cỡ vào nội các của mình. Trước khi kết thúc thông điệp của mình, ông cảm ơn cựu thủ tướng Mahathir vì đã phục vụ đất nước.

### 4 tháng 3
Phát ngôn viên Dewan Rakyat Mohamad Ariff Md Yusof tuyên bố rằng Dewan Rakyat dự kiến bắt đầu họp mặt vào ngày 9 tháng 3 đã bị hoãn đến ngày 18 tháng 5 theo chỉ thị của Thủ tướng Muhyiddin Yassin. Nghị sĩ PKR Wong Chen gọi động thái của thủ tướng mới trì hoãn việc khai mac quốc hội như một dấu hiệu rõ ràng của sự yếu kém.